# Downton Abbey: A New Era
Downton Abbey: A New Era is een film uit 2022, geschreven en geproduceerd door Julian Fellowes. Het is een vervolg op de gelijknamige televisieserie die tussen 2010 en 2015 werd uitgezonden, en de eerste film uit 2019. De film werd geregisseerd door Simon Curtis en is opgenomen in 2021 tijdens de lockdown als gevolg van de coronapandemie. Om deze reden moesten alle medewerkers 10 dagen in quarantaine alvorens de opnames konden beginnen. Aangezien een deel van de opnames in Zuid-Frankrijk plaatsvond moest een deel van de cast zelfs tweemaal in quarantaine.

## Verhaal
Het is 1928. Tom Branson, de weduwnaar van de overleden jongste Crawley-dochter Sybil, treedt in het huwelijk met Lucy Smith, de buitenechtelijke dochter van Barones Maud Bagshaw (Imelda Staunton) en de erfgename van Bagshaws landgoed. Bij thuiskomst op Downton Abbey worden de Crawleys bij Violet, de douairière, geroepen. De familie-advocaat Murray is ook aanwezig. Violet blijkt een landgoed aan de Franse Rivièra te hebben geërfd, van een overleden markies, de Marquis de Montmirail. Ze laat de familie weten dat zij het landgoed op de naam van Sybbie, Tom Branson en Lady Sybils dochter, heeft gezet. Sybbie is immers het enige achterkleinkind van Violet dat niet al automatisch erfgenaam is van een landgoed of een familiefortuin, en op deze manier wordt toch haar toekomst zeker gesteld.
Tegelijkertijd is op Downton Abbey het dak dringend aan vervanging toe. Een telefoontje van een filmmaatschappij die een stomme film wil opnemen op de Abbey biedt uitkomst: de filmmaatschappij is namelijk bereid een flinke som geld neer te tellen om gebruik te kunnen maken van de Abbey. Robert wijst het aanbod in eerste instantie af, maar de altijd pragmatische Mary ziet het voordeel er wel in. Ze laat Robert het lekkende dak zien en overtuigt hem hiermee van de noodzaak, dus de opnames van "The Gambler" kunnen beginnen. Aangezien Carson fel tegen de filmopnames is, denken Mrs. Hughes en Mary na over een manier om hem uit de buurt te houden. 
De cast en crew van de film brengen heel Downton Abbey in rep en roer, de grote sterren van de stomme film nemen er immers tijdelijk hun intrek. Vooral de actrice Myrna Dalgleish (gespeeld door Laura Haddock) lijkt een enorme diva met bijbehorende sterallures te zijn. De mannelijke hoofdrolspeler Guy Dexter (Dominic West) en de regisseur Jack Barber (Hugh Dancy) zijn een stuk vriendelijker.
Terwijl Lady Mary samen met het grootste deel van het personeel de boel op Downton Abbey draaiende houdt, nodigt de nieuwe markies de Crawleys uit. Violet is oud en ziek en niet in staat om te reizen, maar Robert, Cora, Edith, Bertie, Tom, Lucy en Maud gaan wel, samen met de bedienden Mr. Bates en Ms. Baxter. Ook de gepensioneerde butler Carson gaat mee, op instigatie van Mary en Mrs. Hughes, om hem uit de buurt van de filmopnames te houden. De familie wordt hartelijk ontvangen door de markies, maar zijn moeder, de weduwe, is een stuk gereserveerder. Zij wil haar winterverblijf behouden en het testament van haar overleden man aanvechten, maar de jonge markies en de advocaat van de Montmirails verzekeren haar ervan dat dat zinloos is. Montmirail vertelt Robert in een onderonsje over het bezoek van Violet, dat in 1864 plaatsvond. Robert, die zich realiseert dat hij ongeveer negen maanden na dat bezoek is geboren, begint te twijfelen aan zijn afkomst, helemaal wanneer Montmirail zelf ook hardop impliceert dat ze misschien halfbroers zijn. Wanneer Cora Robert kort daarna vertelt dat ze (mogelijk ongeneeslijk) ziek is, voelt het voor Robert alsof de grond onder zijn voeten vandaan zakt - hij is bang dat hij zijn moeder, zijn vrouw én zijn naam in korte tijd zal verliezen.
Op de Abbey komen de filmopnames in de problemen. De opnames worden stilgelegd omdat de sprekende film ineens in opkomst is, en stomme films nauwelijks nog bezoekers trekken. Mary brengt regisseur Barber op het idee om een geluidsband aan de film toe te voegen, en de al opgenomen scènes na te synchroniseren. Mr. Molesley, de voormalige lakei van de Abbey en tegenwoordig onderwijzer, blijkt te kunnen liplezen en schiet te hulp. Hij schrijft de teksten uit van de al opgenomen scènes, en blijkt ook een talent te hebben als scriptschrijver: hij schrijft ook de teksten voor de nog op te nemen scènes en adviseert Barber de plot aan te passen. Hij maakt hiermee diepe indruk op de regisseur, die Molesley vervolgens vraagt of hij meerdere scripts per jaar zou kunnen schrijven en hem hiermee dus een baan aanbiedt, met een salaris om van te watertanden. 
Tijdens de geluidsopnames blijkt dat Guy Dexters stem perfect is voor de rol, maar Myrna Dalgleish' stem niet. Ze heeft een zwaar Cockney-accent dat niet past bij haar "upper-class" rol. Barber krijgt Mary zo ver dat zij de tekst van Dalgleish inspreekt, maar Dalgleish, die bang is dat haar carrière nu ten einde is, weigert nog verder mee te werken aan de opnames. Daisy en Anna praten lang op Dalgleish in en weten haar zover te krijgen dat ze zich bedenkt. Dalgleish' divagedrag blijkt voort te komen uit onzekerheid, en na het gesprek met Anna en Daisy is ze een stuk vriendelijker.
De filmopnames zijn nog in volle gang wanneer de familie uit Frankrijk terugkeert op de Abbey. Lady Mary en regisseur Barber flirten wat, maar hoewel Mary gevleid is houdt ze hem af, ondanks het feit dat haar huwelijk met Henry wat gespannen lijkt te zijn door zijn continue en lange afwezigheid. Guy Dexter is onder de indruk van Thomas Barrow, de homoseksuele butler. Aangezien homoseksualiteit in die tijd nog verboden was is Thomas' geaardheid een publiek geheim, dus de twee polsen elkaar omzichtig. Dexter nodigt Barrow uit om zijn huis in Hancock Park, nabij Hollywood, te gaan bestieren, maar onder water lijkt er meer te spelen tussen de twee. Barrow accepteert Dexters aanbod en dient zijn ontslag in bij Lady Mary. Hij vertelt haar van het voorstel van Dexter, en Mary, die Barrows situatie kent, wenst hem alle geluk van de wereld. 
Daisy en Andy zijn inmiddels getrouwd en wonen op de boerderij met Mr. Mason, de vader van Daisy's eerste man, William. De drie zitten echter op elkaars lip waardoor er kleine irritaties ontstaan, en Daisy verzint een list om Mason de deur uit te krijgen. Mason is immers al jaren heimelijk verliefd op Mrs. Patmore, de kokkin van de Abbey, en die gevoelens zijn wederzijds. Daisy komt in actie om de twee te koppelen.
Direct na haar terugkomst is Cora bij Dr. Clarkson geweest. Hij komt tot de conclusie dat ze pernicieuze anemie heeft, een aandoening die enkele jaren geleden nog fataal was, maar sinds kort goed te behandelen is. Een opgeluchte Cora helpt Myrna Dalgleish en leert haar met een Amerikaans accent te spreken, waardoor Dalgleish toch haar carrière kan voortzetten in de sprekende film. 
Wanneer de extra kosten die gemaakt zijn voor de geluidsopnamen tot gevolg hebben dat de filmfiguranten niet kunnen worden betaald, vertrekken die. Het personeel van Downton Abbey neemt maar al te graag hun plaats in. Wanneer Ms. Baxter Mr. Molesley tegenkomt wanneer zij - prachtig uitgedost in haar filmkostuum - naar de set loopt, vraagt hij haar ten huwelijk. Hij voelde zich nooit goed genoeg voor haar, maar nu hij als toekomstig scriptschrijver eindelijk voldoende inkomsten gaat krijgen durft hij de stap te nemen. Ms. Baxter accepteert zijn aanzoek. De twee hebben niet door dat ze onder een opnamemicrofoon staan en dat dus iedereen hen hoort. Mrs. Patmore zorgt ervoor dat ze tijdens de opnames naast Mr. Mason komt te zitten en flirt openlijk met hem, en vraagt hem om bij haar te komen wonen. Hij antwoordt met "Barkis is willing", een quote uit David Copperfield. Barkis is een figuur uit deze roman van Charles Dickens, die met deze uitspraak een aanzoek deed aan zijn geliefde. Hiermee lijken Daisy's plannen dus uit te komen.
Robert verkeert nog steeds in onzekerheid over zijn afkomst. Isobel confronteert Violet, die haar verzekert dat ze nooit een affaire heeft gehad met Montmirail (hoewel Montmirail dat wel wilde) en dat Robert dus een echte Crawley is. Violet, die al een tijd ernstig ziek is, overlijdt korte tijd later, met de hele familie en haar kamenierster, Denker, aan haar bed. Mary vindt troost bij Carson, die als altijd haar steun en toeverlaat is. Vlak voordat de familie naar de begrafenis van Violet gaat vraagt ze hem terug als tijdelijke butler, aangezien Barrow weggaat, en stelt hem voor om Andy te gaan opleiden als de toekomstige butler. 
De film eindigt met een bezoek van Tom en Lucy aan de Abbey, ruim een half jaar later: ze komen hun pasgeborene aan de familie voorstellen. Wanneer de hele familie de baby bewondert zoomt de camera in op een nieuw portret dat in de hal hangt: een prachtig schilderij van Violet, de douairière.

## Rolverdeling
| - Nathalie Baye als de weduwe van de Marquis de Montmirail - Hugh Bonneville als Robert Crawley, 7e Graaf van Grantham - Samantha Bond als Lady Rosamund Painswick, zus van Robert Crawley, weduwe van Marmaduke Painswick - Laura Carmichael als Edith Pelham, Markiezin van Hexham, tweede dochter van de Crawleys - Jim Carter als Charles Carson, gepensioneerd butler - Raquel Cassidy als Phyllis Baxter, kamenier van Cora Crawley - Paul Copley als Albert Mason, schoonvader van Daisy - Jonathan Coy als George Murray, advocaat van de familie Crawley - Brendan Coyle als John Bates, kamenier van Robert Crawley - Hugh Dancy als Jack Barber, regisseur - Michelle Dockery als Lady Mary Talbot, oudste dochter van de Crawleys - Kevin Doyle als Joseph Molesley, onderwijzer en voormalig lakei - Michael C. Fox als Andy Parker, lakei - Joanne Froggatt als Anna Bates, kamenier van Lady Mary - Robert James-Collier als Thomas Barrow, butler - Harry Hadden-Paton als Herbert "Bertie" Pelham, Markies van Hexham - Laura Haddock als Myrna Dalgleish, actrice | - Fifi Hart als Sybbie Branson, dochter van Tom en Sybil Branson - Sue Johnston als Miss Denker, kamenier van Violet - Allen Leech als Tom Branson, schoonzoon van Robert en Cora - Phyllis Logan als Elsie Carson, "Mrs. Hughes", hoofd van de huishouding - Elizabeth McGovern als Cora Crawley, Gravin van Grantham - Sophie McShera als Daisy Parker, assistent-kok - Tuppence Middleton as Lucy Branson, tweede echtgenote van Tom Branson - Lesley Nicol als Beryl Patmore, kok - Douglas Reith als Richard "Dickie" Grey, Lord Merton - David Robb als Dr. Clarkson, arts - Maggie Smith als Violet Crawley, gravin-douairière van Grantham - Imelda Staunton als Maud, Lady Bagshaw - Charlie Watson als Albert, lakei - Dominic West als Guy Dexter, acteur - Penelope Wilton als Isobel Grey, Lady Merton - Jonathan Zaccaï als de nieuwe Marquis de Montmirail |